# SoftBank
SoftBank Group Corp. (яп. ソ フ ト バ ン ク 株式会社 — софутобанку кабусікі гайся) — японська телекомунікаційна і медіакорпорація, що працює в галузі BIA, звичайної і стільникової телефонії, маркетингу, фінансів та ін. Третій за величиною стільниковий оператор Японії після NTT DoCoMo і au (KDDI). Під брендом SoftBank працює понад 600 компаній на ринку телекомунікацій.
Заснована в Токіо 3 вересня 1981. У 1996 компанія інвестувала $ 1 млн в Yahoo, які через три роки принесли $3 млрд. Має капіталізацію близько $32,8 млрд на лютий 2006 року.
З червня 2008 по вересень 2011 була єдиним офіційним оператором для iPhone в Японії. З 2011 року KDDI au став другим офіційним оператором для стільникових телефонів Apple.
У травні 2012 оператор повідомив про розробку смартфона з вбудованим детектором радіації.